# 齐滕 (勃兰登堡州)
齐滕（德語：Ziethen）是德国勃兰登堡州的一个市镇，隶属于巴尔尼姆县。总面积为24.38平方千米，截至2020年总人口为458人。